# Contado di Lodi
Il Contado di Lodi è la forma in cui era organizzato il territorio lodigiano, dal medioevo fino a metà del XVIII secolo.

## Storia
Predecessore del Contado in età romana fu l'ager laudensis, il territorio rurale sottoposto al municipium di Laus Pompeia, e delimitato fisicamente dai fiumi Adda ad est, Po a sud, Lambro ad ovest, e Muzza a nord.
L'organizzazione del contado di Lodi fu per secoli mutevole; Il Contado stesso appartenne nella sua storia a molti Stati diversi, e in età comunale (X-XIV secolo) fu de facto indipendente, pur nella nominale autorità del Sacro Romano Impero. Fu quindi definitivamente assoggettato al Ducato di Milano (1335).
Il vero fattore di coesione del Contado attraverso i secoli fu tuttavia la Diocesi, istituita nel IV secolo ed esistita senza interruzioni né variazioni territoriali. In alcuni periodi, i Vescovi di Lodi si fregiarono del titolo di vescovo-conte, a rimarcare lo stretto legame fra potere politico e potere religioso.
Almeno dall'età spagnola (XVII secolo), il contado di Lodi era suddiviso in 4 regioni dette Vescovati: Vescovato di sopra, con capoluogo Lodi; Vescovato di mezzo, con capoluogo Borghetto; Vescovato inferiore di strada piacentina, con capoluogo Casalpusterlengo; Vescovato inferiore di strada cremonese, con capoluogo Codogno. Ciascuno di questi vescovati concorreva ad eleggere la Congregazione Generale, il consiglio provinciale dell'epoca, con otto deputati cadauno scelti dagli otto comuni più rilevanti. La Congregazione selezionava i quattro sindaci, uno per vescovato, che formavano la Congregazione minore, l'organo esecutivo del contado, sotto tuttavia l'approvazione delle autorità cittadine, che assumevano dunque una posizione di preminenza ed ingerenza. I sindaci erano affiancati dai quattro sovrintendenti, destinati a decidere sulla ripartizione del carico fiscale riscosso da un Commissario, i due avvocati, il cancelliere e il ragioniere.
Tale suddivisione perse valore dal 1757, quando con la riorganizzazione teresiana della Lombardia austriaca, il contado di Lodi ne divenne una provincia e fu suddiviso in 24 delegazioni. In tale occasione il contado perse Roncadello, ceduta a Milano per unirne le sorti alla meneghina Dovera, cui era da sempre legata ecclesiasticamente.
Il contado di Lodi cessò ufficialmente di esistere nel 1786, quando mutò nome in provincia di Lodi, estesa anche alla Gera d'Adda, mantenendo l'ordinamento amministrativo acquisito nel 1757.

## Suddivisione del 1757
Vescovato di Sopra
- delegazione I[1]:
  - Lodi; Chiosi di Porta d'Adda; Chiosi di Porta Cremonese; Chiosi di Porta Regale; Vigadore con Riolo e Portadore
- delegazione II[2]:
  - Bisnate; Casolate; Comazzo; Gardino; Lavagna; Marzano; Merlino; Mignete; Vajano; Zelo Buon Persico
- delegazione III[3]:
  - Cassino d'Alberi; Muzzano; Paullo; Tribiano; Villambrera
- delegazione IV[4]:
  - Cologno; Dresano; Isola Balba; Mulazzano; Sordio; Villa Pompeana; Virolo
- delegazione V[5]:
  - Arcagna; Cervignano; Galgagnano; Modignano; Montanaso; Quartiano; Tavazzano
- delegazione VI[6]:
  - Fracchia; Gardella; Nosadello; Spino

Vescovato di Mezzo
- delegazione VII[7]:
  - Andreola; Bottedo; Cà de' Zecchi; Campolongo; Cornegliano; Pezzolo de' Codazzi; Torre de' Dardanoni
- delegazione VIII[8]:
  - Bagnolo; Santa Maria di Lodivecchio; Lodivecchio
- delegazione IX[9]:
  - Casaletto; Gugnano; Pezzolo di Tavazzano; Santa Maria in Prato; San Zenone; Salerano; Villa Rossa
- delegazione X[10]:
  - Caselle; Marudo; Sant'Angiolo; Valera Fratta; Vidardo
- delegazione XI[11]:
  - Bargano; Bonora; Cà dell'Acqua; Castiraga da Reggio; Cazzimani; Fissiraga; Guazzina; Massalengo; Mongiardino; Orgnaga; Trivulzina; Villa Nova
- delegazione XII[12]:
  - Graffignana; San Colombano
- delegazione XIII[13]:
  - Borghetto

Vescovato Inferiore
- delegazione XIV[14]:
  - Badia di Ceredo; Brusada; Cà de Bolli; Caviaga; Crespiatica; Ceppeda; Lanfroia; Motta Vigana; Muzza Piacentina; Pompola; San Martino in Strada; Sesto; Soltarico
- delegazione XV[15]:
  - Cavenago; Grazzano; Grazzanello; Mairago; Ossago
- delegazione XVI[16]:
  - Melegnanello; Robecco; Turano
- delegazione XVII[17]:
  - Brembio; Cà del Bosco; Secugnago
- delegazione XVIII[18]:
  - Casalpusterlengo; Cassina de' Passerini; Pizzolano; Vittadone; Zorlesco
- delegazione XIX[19]:
  - Camairago; Castiglione; Rovedaro; Terra Nuova; Vinzasca
- delegazione XX[20]:
  - Cà de Mazzi; Cantonale; Livraga; Orio; Ospedaletto
- delegazione XXI[21]:
  - Corte Sant'Andrea;[N 2] Mirabello; Regina Fittarezza; Senna; Somaglia
- delegazione XXII[22]:
  - Codogno; Gattera; Trivulza
- delegazione XXIII[23]:
  - Cavacurta; Corno Giovine; Maleo; San Fiorano; Santo Stefano
- delegazione XXIV[24]:
  - Corno Vecchio; Lardera; Maccastorna; Meleti